# 范海福
范海福（1933年8月15日—2022年7月8日），生于广东广州，中国晶体学家。1956年毕业于北京大学化学系。1991年当选为中国科学院学部委员（院士）。2000年当选为第三世界科学院院士。 中国科学院物理研究所研究员。